# Horse Shoe
Horse Shoe ist ein Census-designated place (CDP) in Henderson County im US-Bundesstaat North Carolina. Die Volkszählung von 2020 erfasste 2.430 Einwohner. Der CDP wurde im Jahr 2010 erstmals vom Census definiert.
Bei Horse Shoe liegt das Arthur W. Moore–Haus, ein Wohngebäude im Craftsman-Stil, das im National Register of Historic Places gelistet ist.

## Lage
Der Ort liegt bei den Koordinaten 35° 20' 32.27" Nord 82° 33' 24.79" West auf einer Höhe von 640 Metern über dem Meeresspiegel am French Broad River nordwestlich von Hendersonville, dem Hauptort von Henderson County. Die 19,6 km² große Fläche des Gebietes setzt sich zusammen aus 19,3 km² Land- und 0,3 km² Wasserfläche. Durch Horse Shore führt die US-64.